# La Campagne à Paris

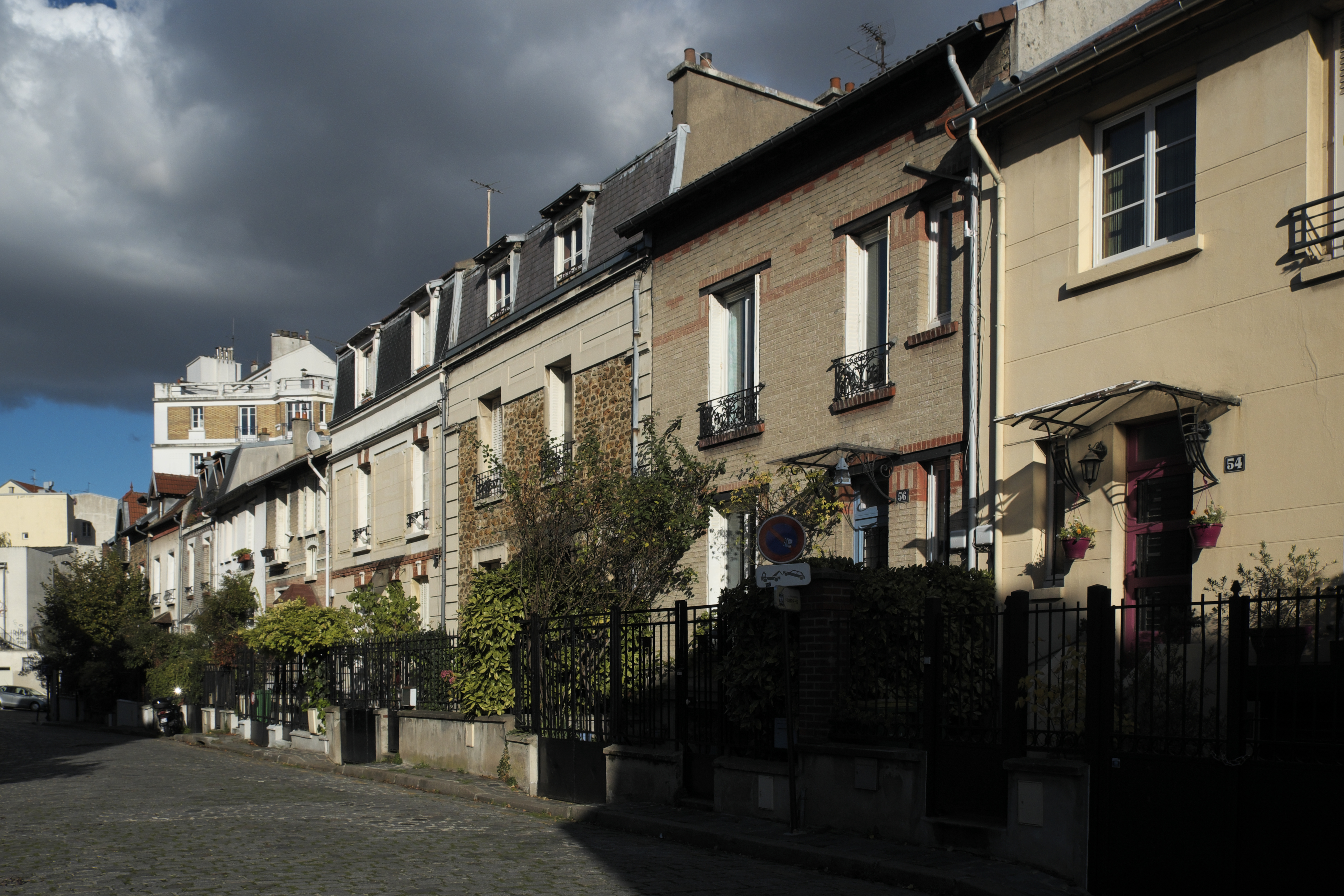
Rue Irénée-Blanc

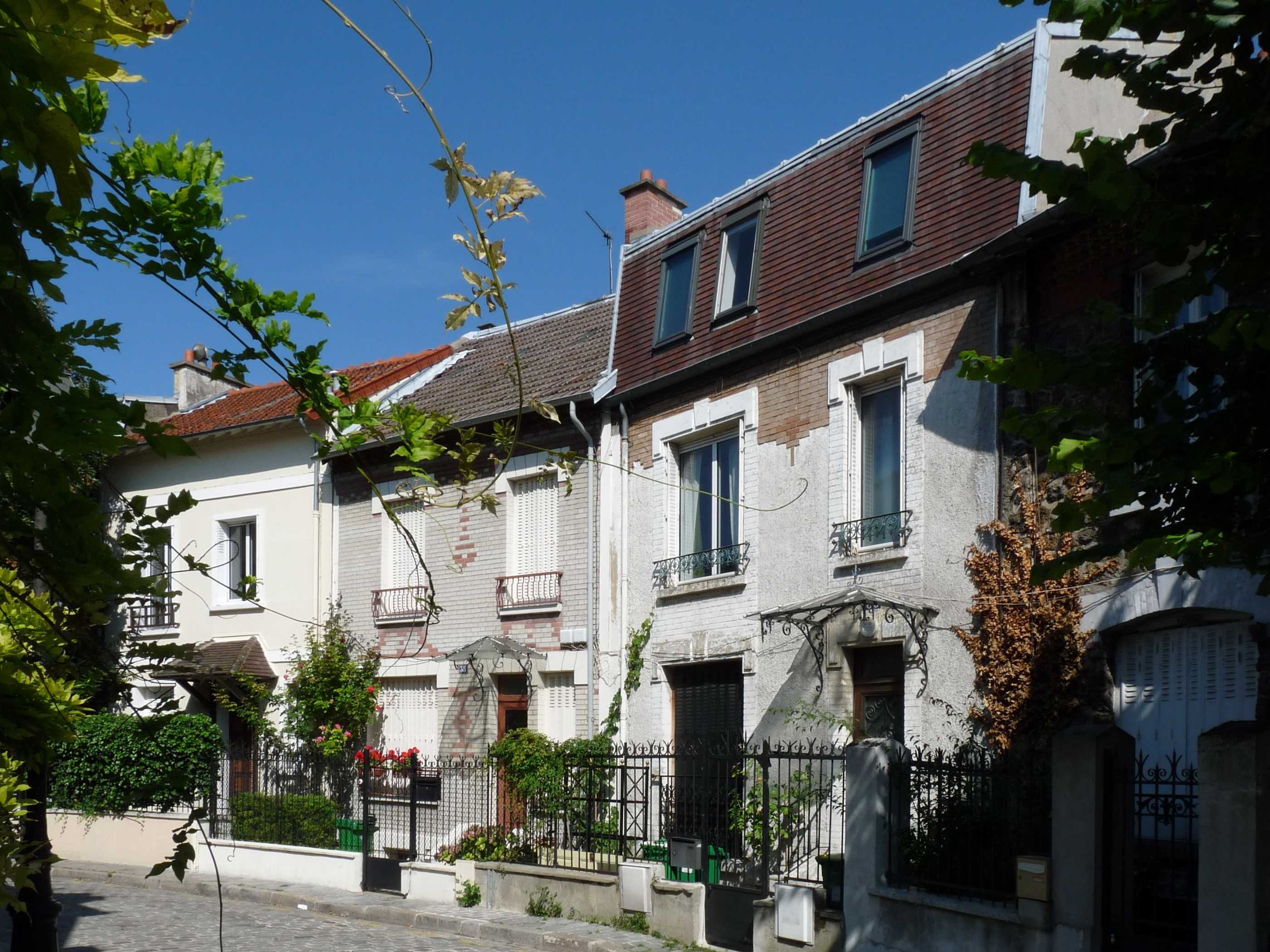
Rue Irénée-Blanc

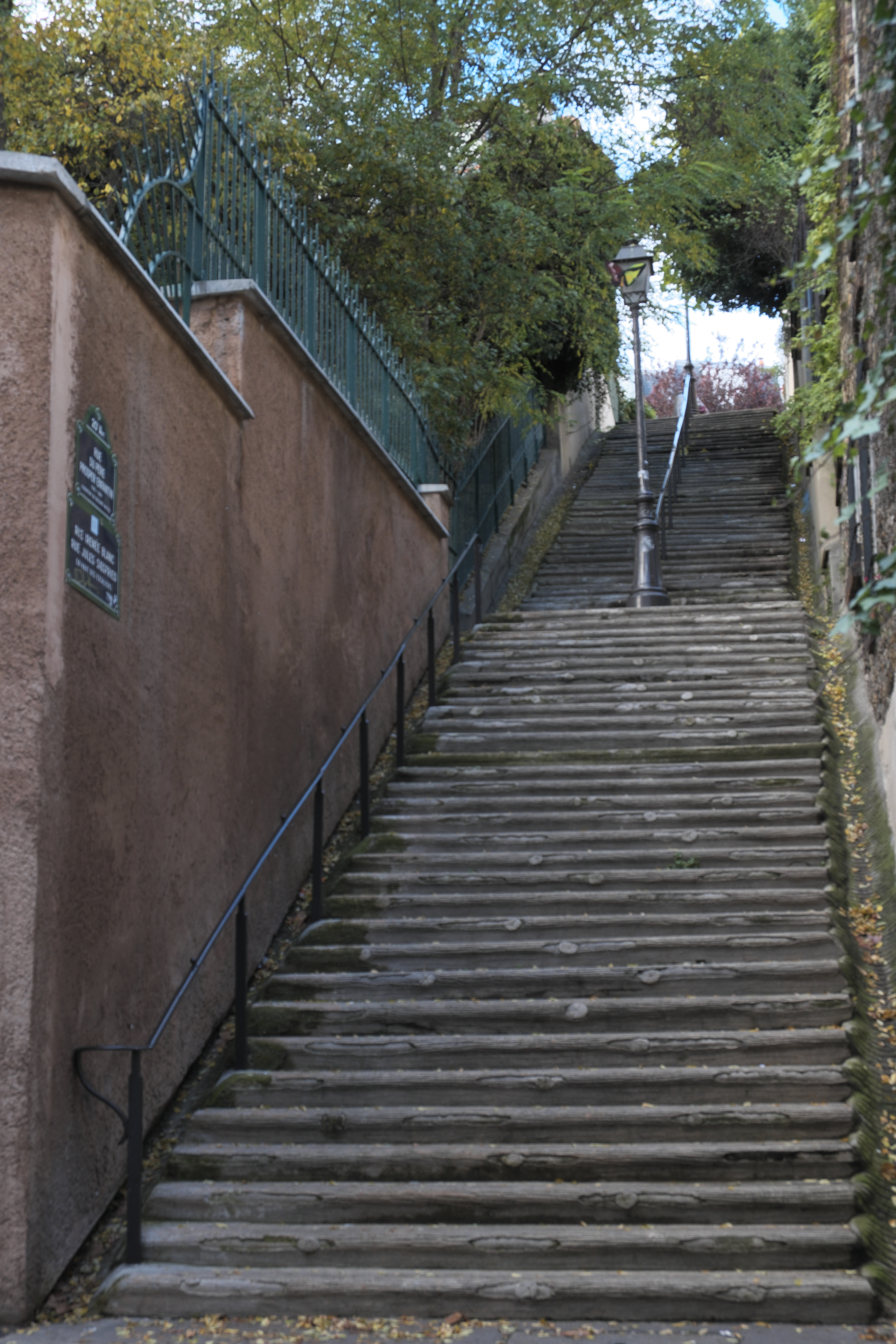
Treppe

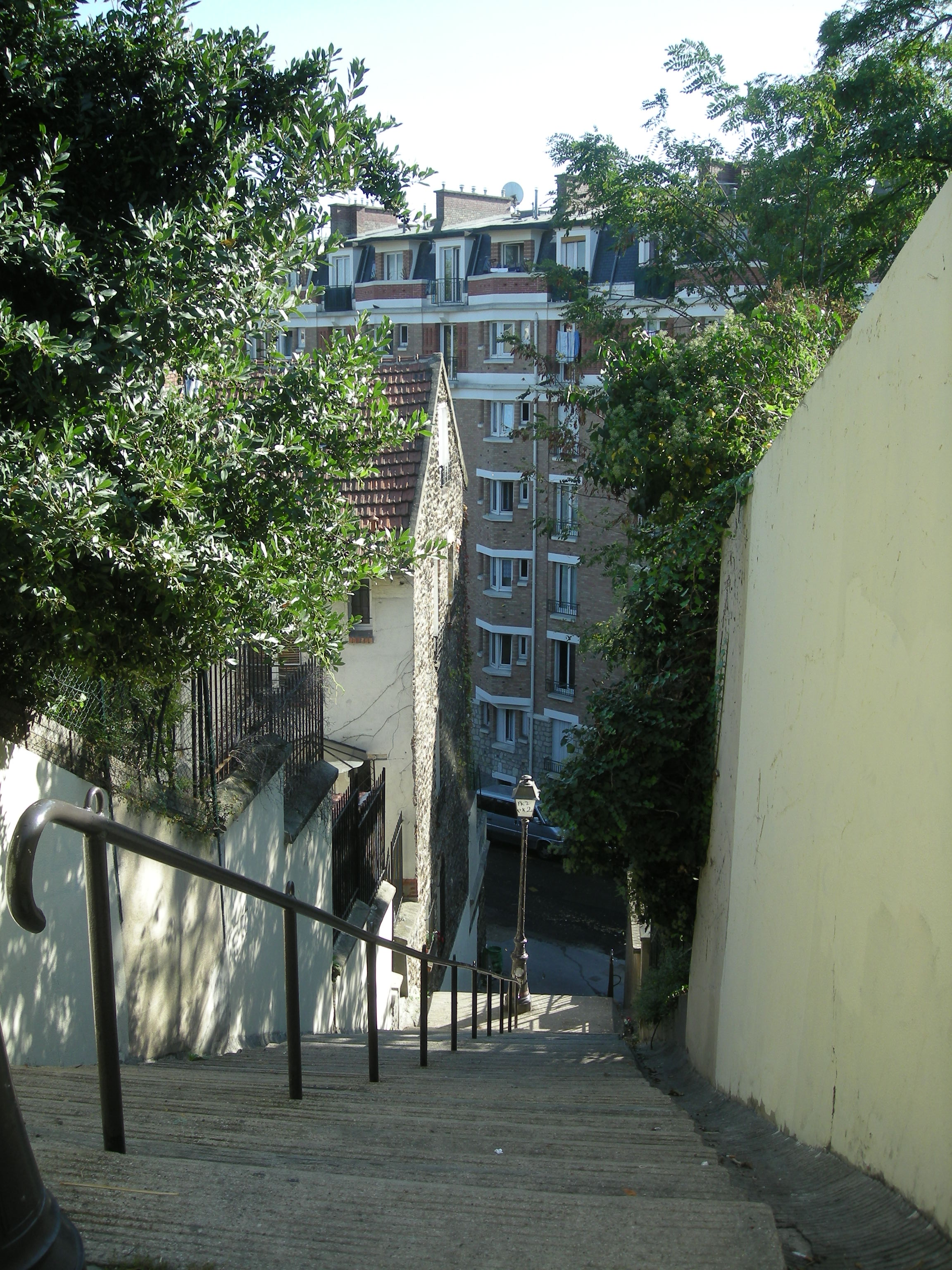
Treppe

La Campagne à Paris (auf dem Land in Paris) ist ein Bauensemble im Sinne der Gartenstadtbewegung im 20. Arrondissement in Paris und umfasst die Straßen Jules-Siegfried, Irénée-Blanc und Paul-Strauss. Es besteht aus zweistöckigen Reihenhäusern, die über einem zugeschütteten Gipssteinbruch errichtet wurden. Die Straßen sind gepflastert und weisen alten Baumbestand auf. Die nächste Metrostation ist Porte de Bagnolet der Linie 3. 

## Geschichte
Die Campagne à Paris gehörte zu der ehemals eigenständigen Gemeinde Charonne, die 1860 nach Paris eingemeindet und mit einem Teil der ehemaligen Gemeinde Belleville zum 20. Arrondissement verschmolzen wurde. Dieser im Nordosten von Paris gelegene Stadtbezirk erlebte in der zweiten Hälfte des 19. Jahrhunderts einen enormen Bevölkerungszuzug durch Arbeiter und Angestellte, die infolge der Umgestaltung von Paris durch den Präfekten Georges-Eugène Haussmann aus der Innenstadt verdrängt worden waren, als auch durch den Zustrom der Landbevölkerung, die sich im Umkreis der französischen Hauptstadt Arbeit erhoffte. Um 1900 zählte das 20. Arrondissement 150 000 Einwohner, die häufig in beengten und unhygienischen Behausungen lebten. 
Um Familien mit bescheidenem Einkommen den Erwerb eines eigenen Hauses zu ermöglichen, wurde im Jahr 1907 die Wohnungsbaugenossenschaft Société anonyme coopérative à personnel et capital variables d'habitations à bon marché La Campagne à Paris gegründet. Gründungsmitglieder waren der Journalist Irénée Blanc, der zum Vorsitzenden gewählt wurde, und Sully Lombard (1866–1951), der im 20. Arrondissement eine reformierte Gemeinde begründet hatte und dort als calvinistischer Pastor wirkte. Die Gesellschaft stellte 250 Aktien im Wert von je 100 Francs zum Verkauf, ein Betrag, der damals zwei Arbeiterwochenlöhnen entsprach. 98 Käufer konnten gewonnen werden. 60 Prozent waren Arbeiter, 30 Prozent kleinere Angestellte, 10 Prozent hatten Berufe mit höherem Schulabschluss.
1908 erwarb die Campagne à Paris ein Grundstück von 15 800 Quadratmetern zu einem Quadratmeterpreis von zehn Francs. Die Hälfte des Preises wurde in bar bezahlt, die andere Hälfte wurde mit einem vom Verkäufer gewährten Kredit von drei Prozent über zehn Jahre finanziert. Der Kaufpreis war recht günstig, da es sich bei dem Grundstück um einen ehemaligen Steinbruch handelte, in dem bis 1870 Gips abgebaut worden war. Der stillgelegte Steinbruch war nach und nach mit Aushub verfüllt worden, der beim Straßenbau angefallen war. Da dort auch weiterhin Bauschutt abgeladen wurde, entstand ein Hügel mit einer Höhe von 30 Metern. Um ein Abrutschen zu verhindern, wurde das Gelände bepflanzt.
Bevor das Grundstück bebaut werden konnte, musste man es durch Treppenaufgänge erschließen. 1909 wurden die Zugänge geschaffen, die erst 1994 ihre heutigen Namen erhielten: die Rue Mondonville, benannt nach dem Komponisten und Violinisten Jean-Joseph Cassanéa de Mondonville (1711–1872), die Rue Georges-Perec, benannt nach dem Schriftsteller Georges Perec (1936–1982), die Rue du Père-Prosper-Enfantin, benannt nach Barthélemy Prosper Enfantin (1796–1864), Ingenieur, Journalist und Philosoph, und die Rue Camille-Bombois, benannt nach dem Maler Camille Bombois (1883–1970). 
1911 wurden die Straßen Rue Jules-Siegfried, Irénée-Blanc und Paul-Strauss angelegt. Die Rue Jules-Siegfried erinnert an den französischen Minister Jules Siegfried (1837–1922), auf den das nach ihm benannte Gesetz von 1894 zur Förderung des sozialen Wohnungsbaus (Habitation à bon marché) zurückgeht. Paul Strauss (1852–1942) war ebenfalls französischer Minister und Journalist.

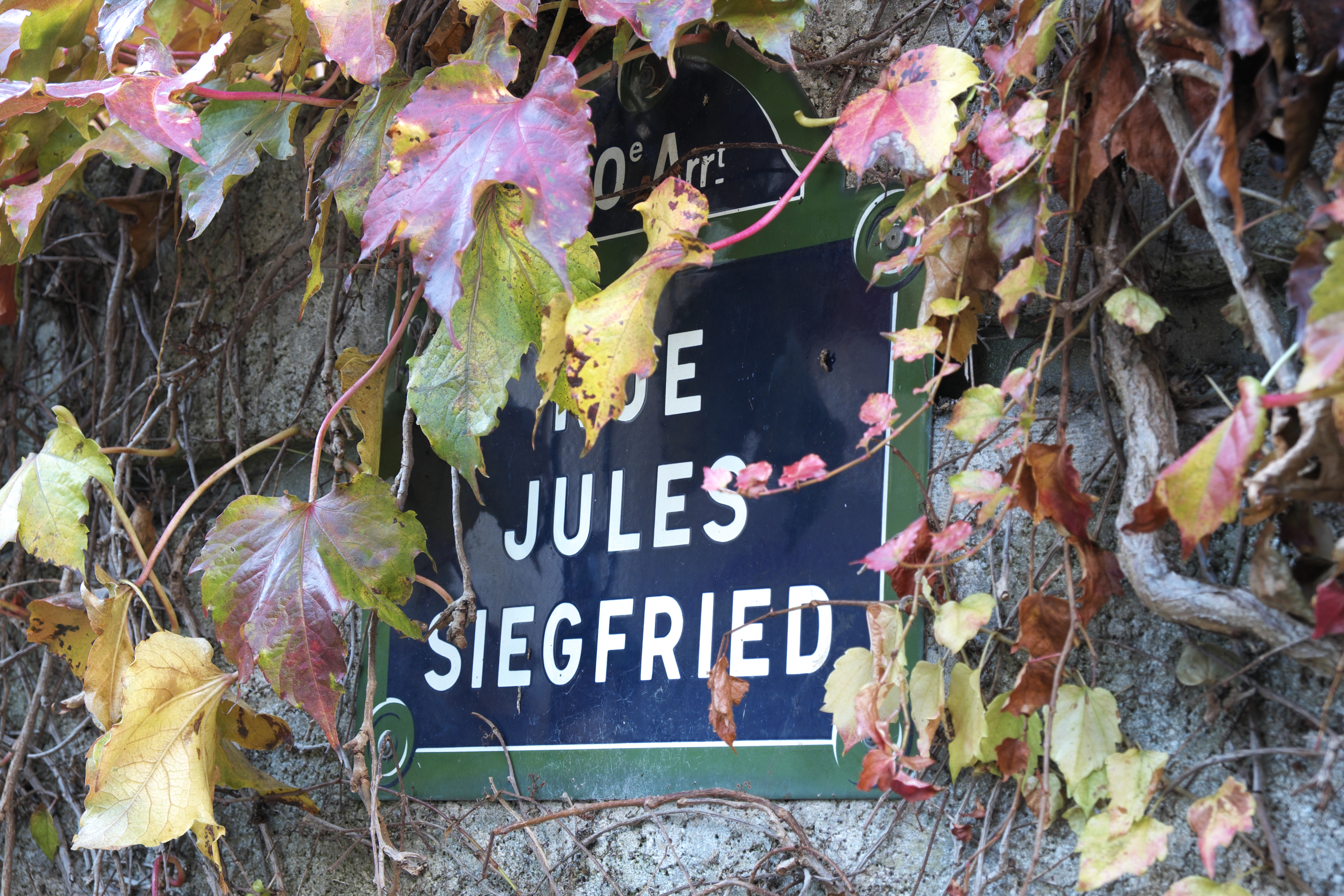
Straßenschild Rue Jules-Siegfried
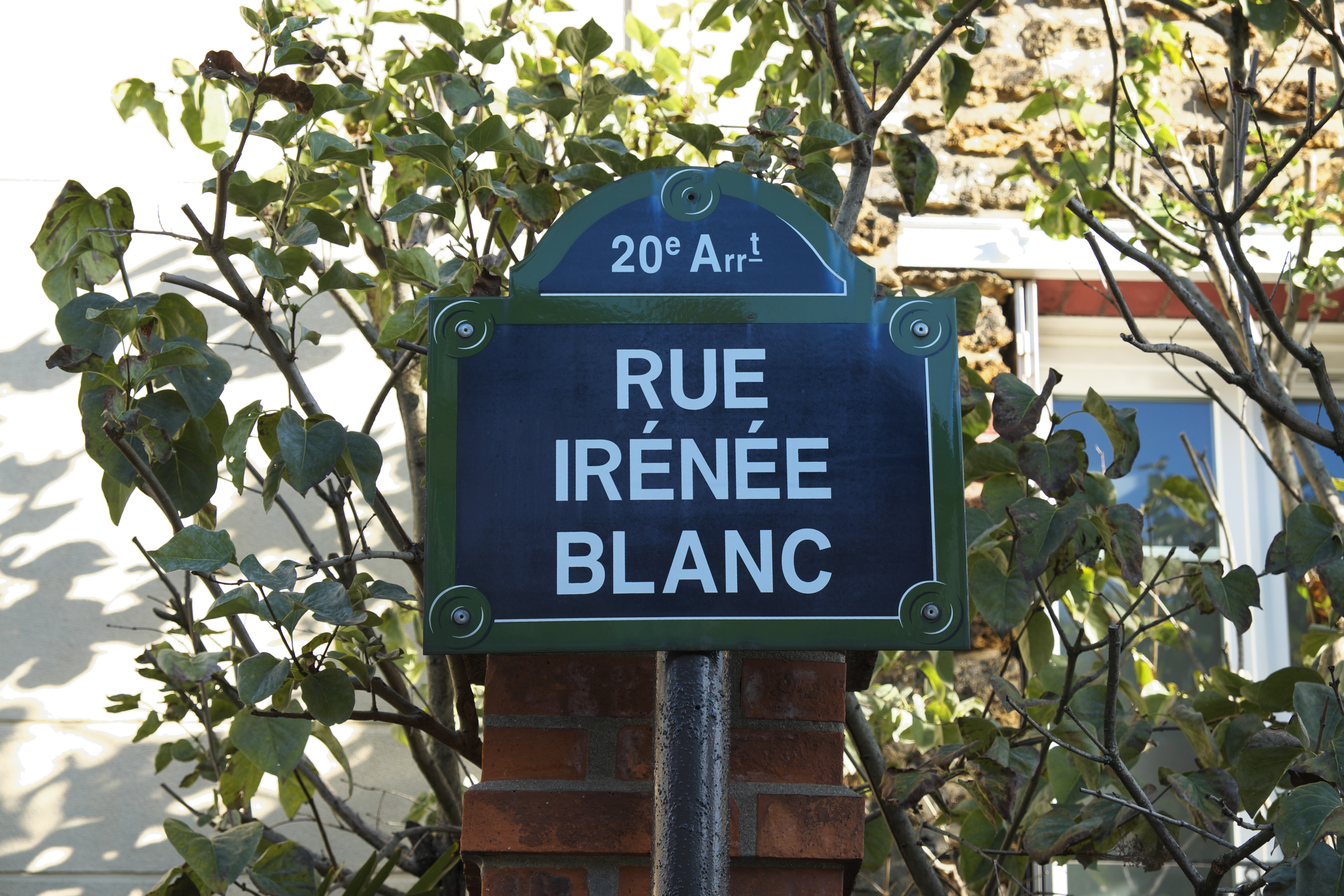
Straßenschild Rue Irénée-Blanc
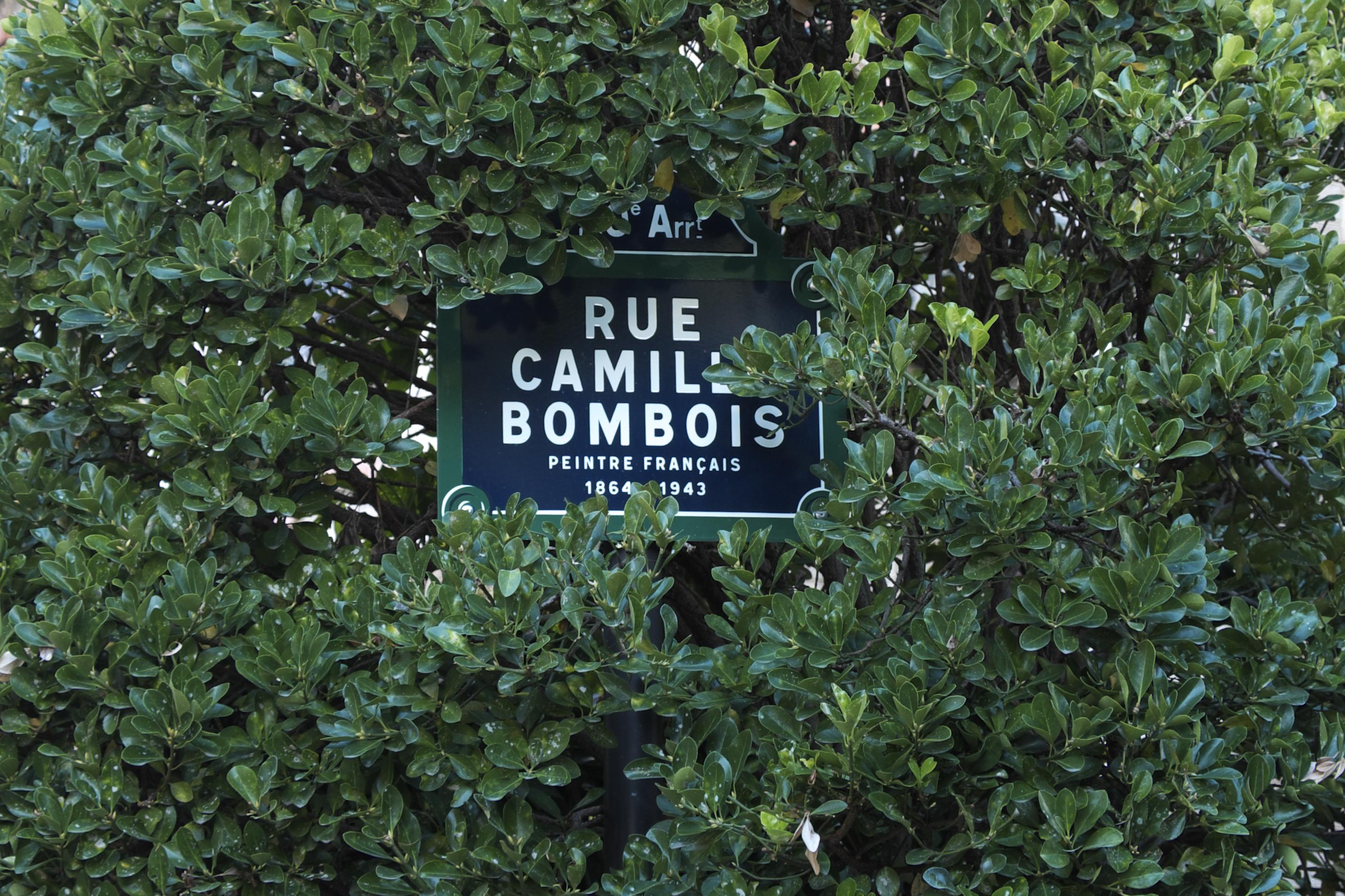
Straßenschild Rue Camille-Bombois
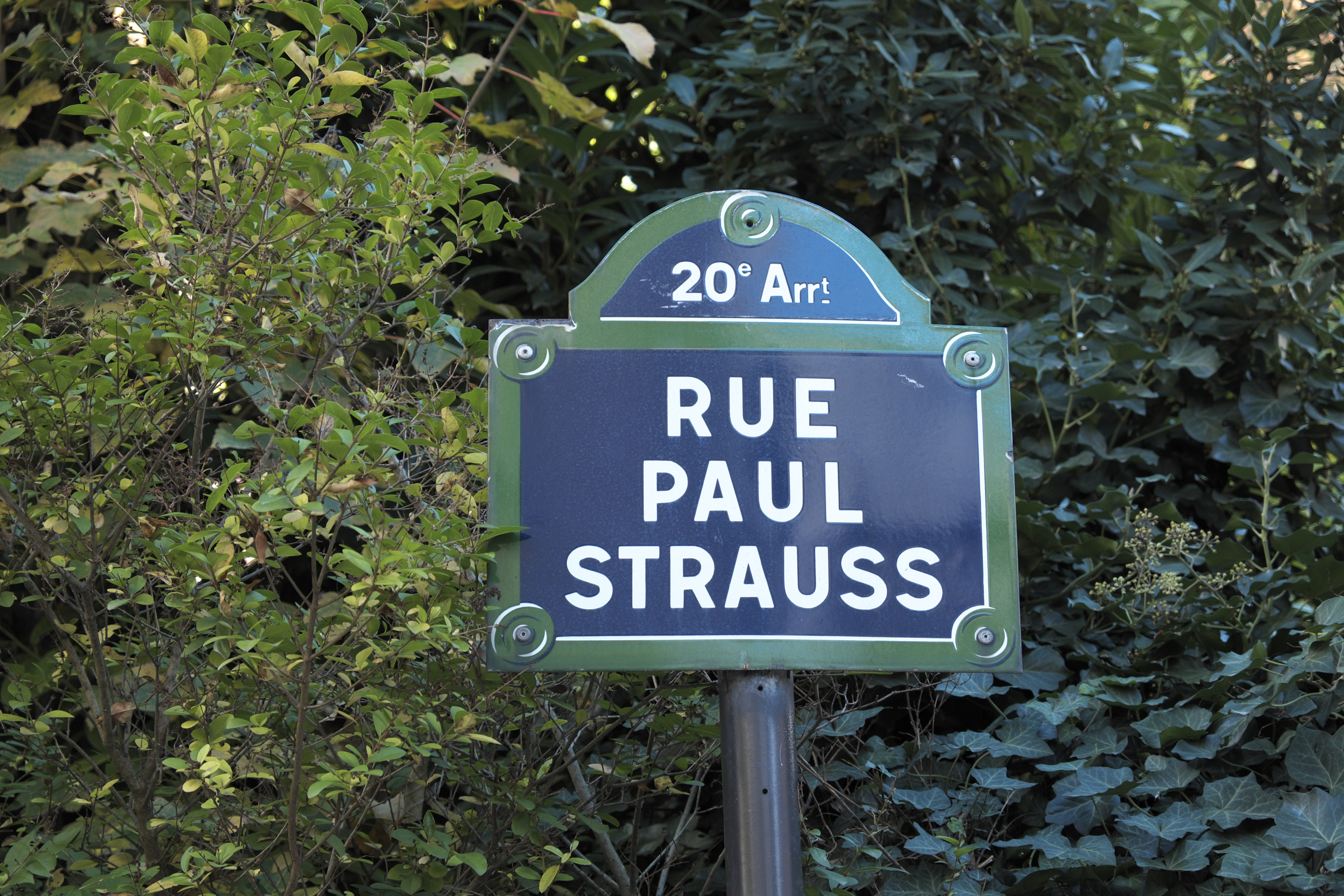
Straßenschild Rue Paul-Strauss

Um zu beweisen, dass es möglich war, auf dem instabilen Untergrund zweistöckige Häuser zu bauen, wurden zunächst durch den Architekten Pierre Botrel zwei Musterhäuser errichtet. Anschließend konnten acht Genossenschaftsmitglieder dort ihre Häuser bauen, ab 1913 folgten weitere 38 Gebäude, für die eine staatliche Förderung und Kredite der Caisse des Dépôts bewilligt wurden. Im Sommer 1914 waren die geplanten 46 Häuser des ersten Bauabschnitts fast vollständig fertiggestellt. Jedes Haus kostete einschließlich Grundstück 16 000 Francs, was einem durchschnittlichen Arbeitslohn von sechs bis sieben Jahren entsprach. Jeder Hausbesitzer hatte etwa 10 000 Francs Schulden, die er mit einer Verzinsung von 3,5 Prozent innerhalb von 20 Jahren abbezahlen konnte.
Mit dem Ausbruch des Ersten Weltkriegs wurden die Baumaßnahmen vorübergehend eingestellt. Erst im Jahr 1922 wurden sie wieder aufgenommen, allerdings hatte ein sozialer Wandel innerhalb der Genossenschaftsmitglieder stattgefunden. Einige konnten mit den um das Zweieinhalbfache gestiegenen Baukosten nicht mehr mithalten und mussten ihre Anteile abtreten. Die Häuser der zweiten Bauphase, die 1928 abgeschlossen war, kosteten 37 000 Francs einschließlich der Grundstücke, die vor dem Krieg erworben worden waren.
Am 20. Juni 1926 wurde das Bauensemble mit 93 Häusern eingeweiht.

## Architektur
Ein eingezäunter Vorgarten trennt die Häuser von der Straße, hinter den Häusern schließen sich kleine Gärten an. Die Fläche der Grundstücke variiert zwischen 105 und 260 Quadratmetern. Die meisten der Häuser sind aus Bruchstein, manche aus Ziegel errichtet. Über den Türen und Fenstern sind glasierte Ziegel oder Keramikeinlagen als Schmuckelemente verbaut. 
Wegen des unsicheren Untergrundes sind in Stahlbeton gegossene Fundamente Vorschrift. Es darf auch kein zweites Stockwerk aufgebaut werden, das Dachgeschoss kann bis zur Hälfte der Fläche ausgebaut werden.
Im Erdgeschoss sind die Küche, das Esszimmer und die Toiletten, im ersten Stock Schlafzimmer und Badezimmer vorgesehen. Badezimmer, Toiletten und fließendes Wasser waren zu Beginn des 20. Jahrhunderts ein Komfort, mit dem die umliegenden Arbeiterwohnungen nicht ausgestattet waren.

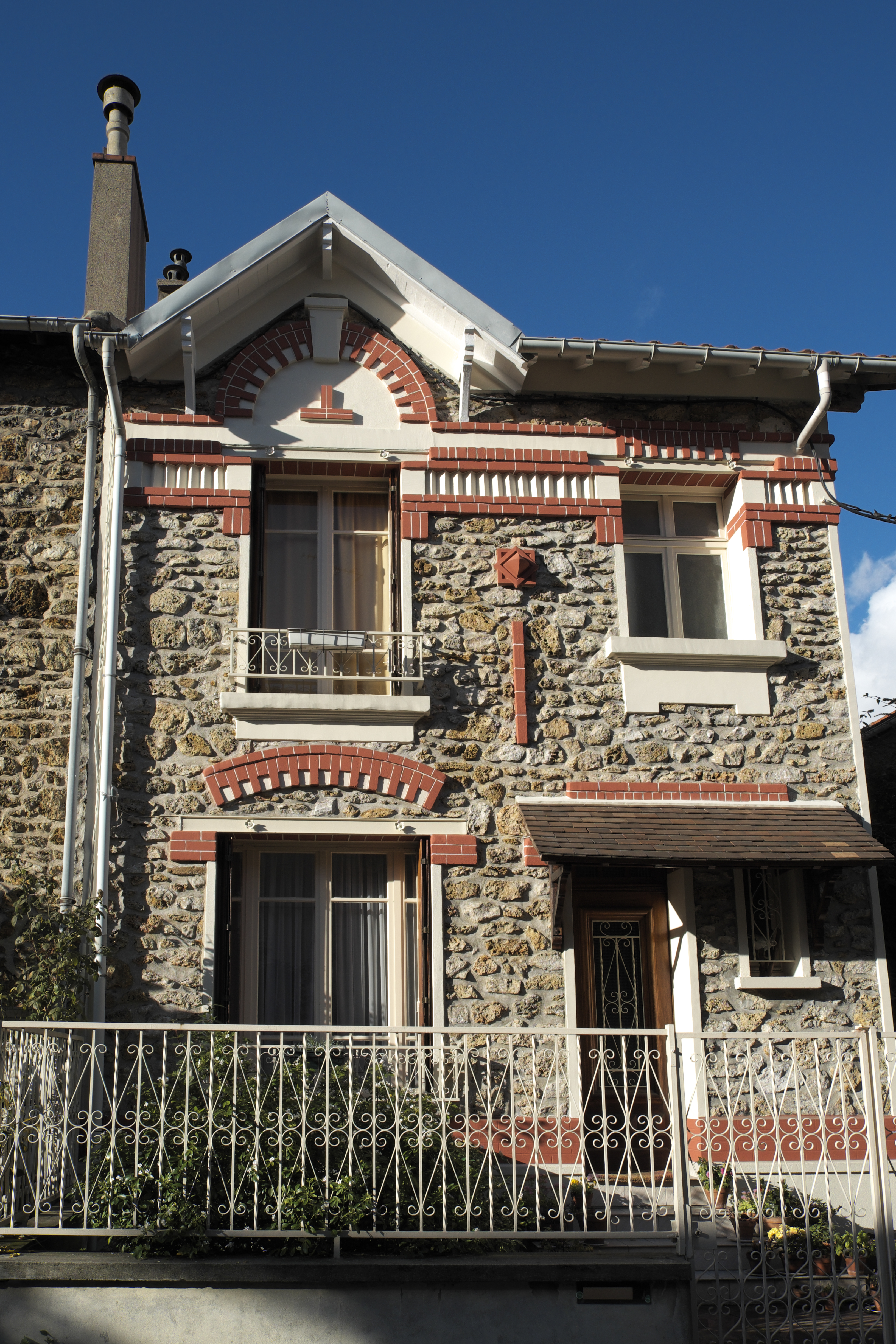
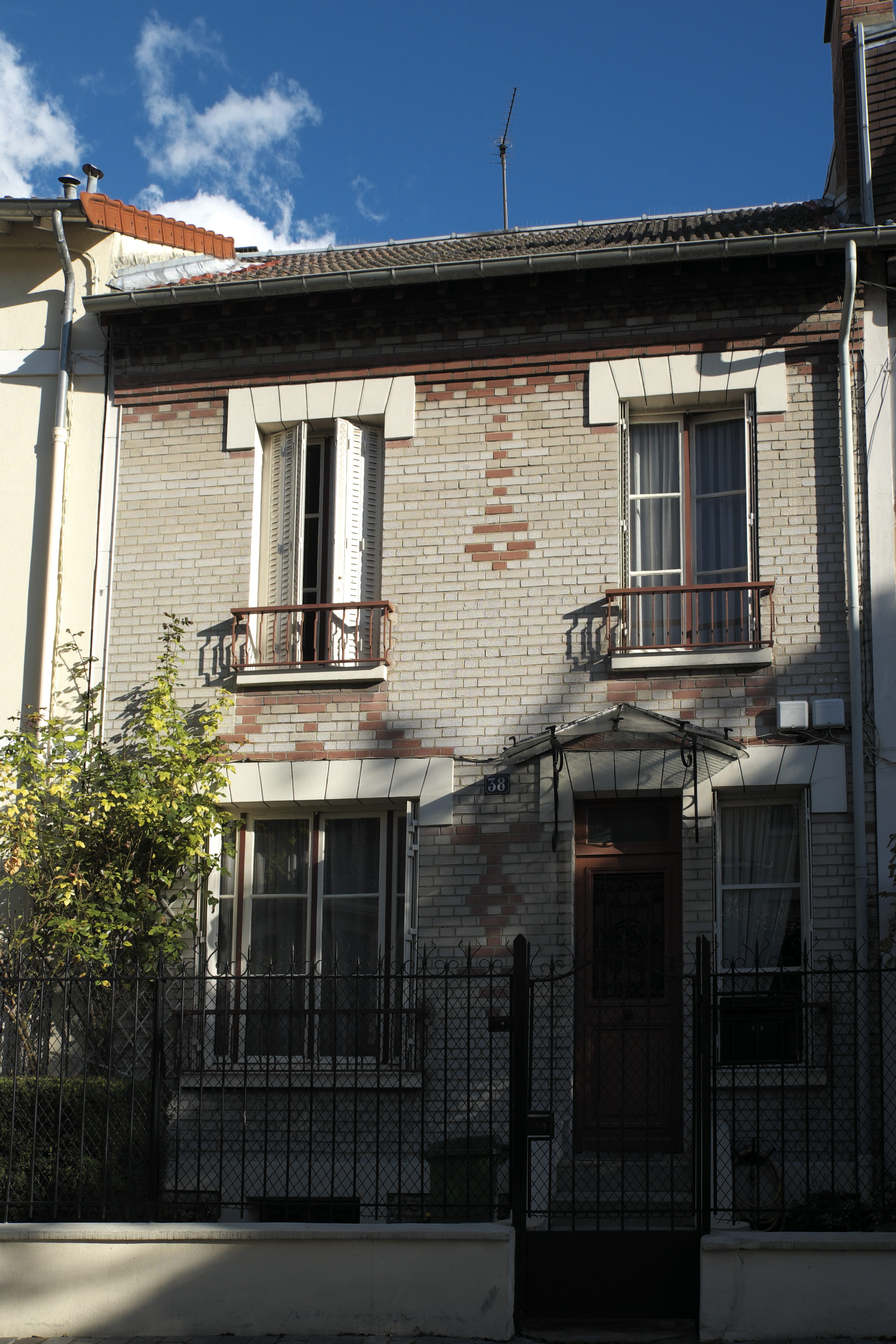
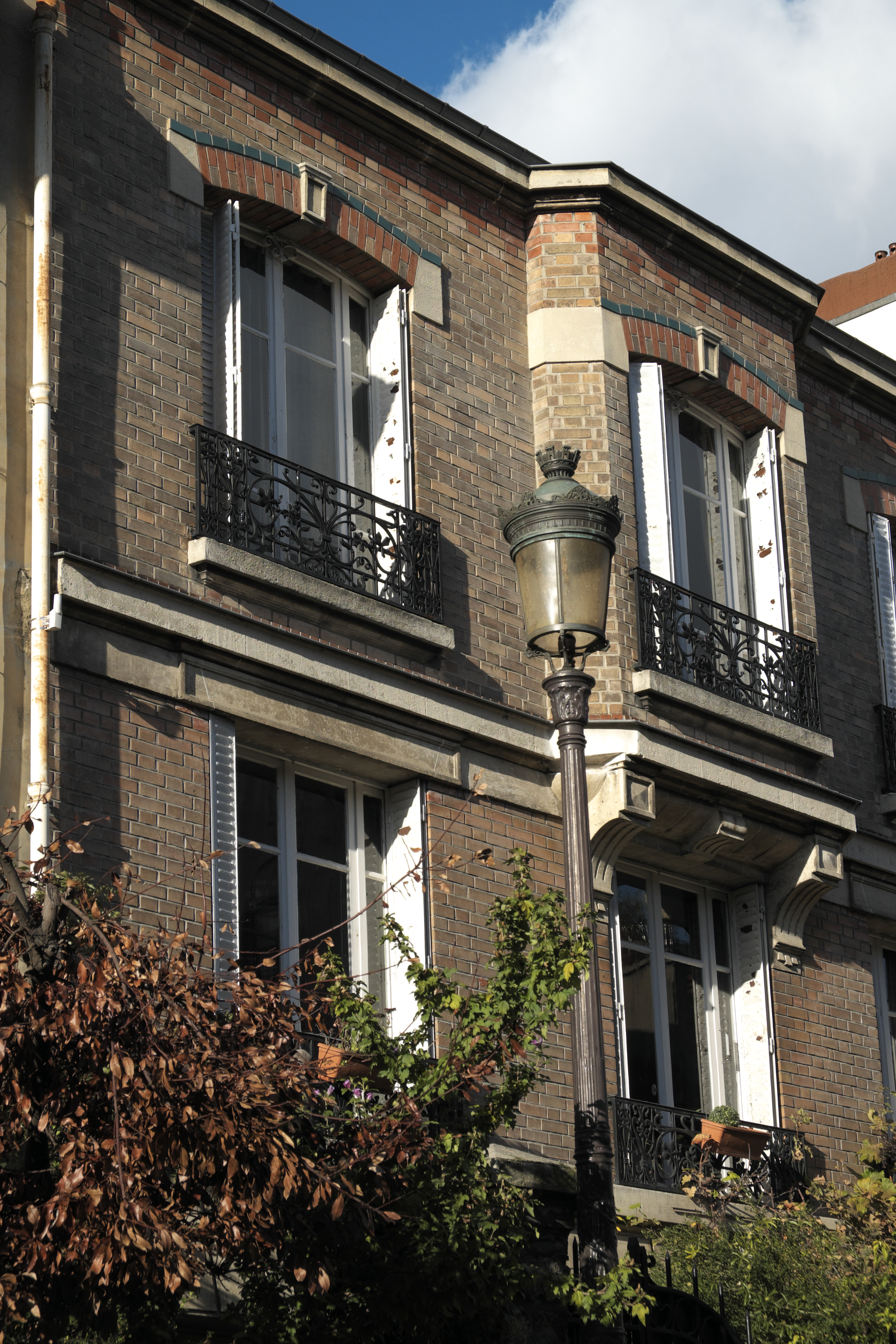
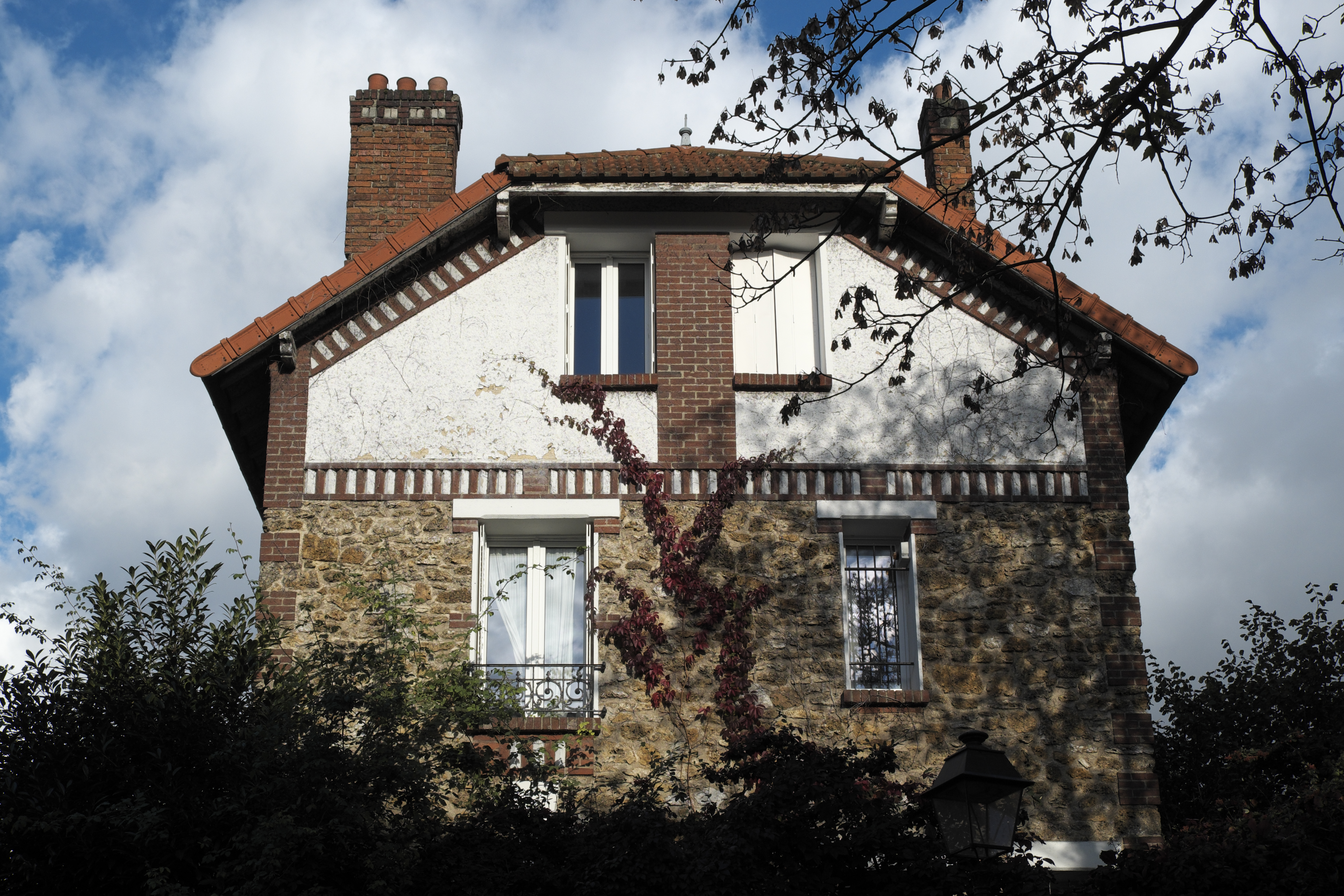